# Ochota (Varsavia)
Ochota è una frazione di Varsavia, situata nella parte centrale della città. Con circa 9.200 abitanti per km², è il quartiere più densamente popolato della capitale polacca. Ospita la Central Tower. 
Il nome deriva dall'antica locanda Ochota, che probabilmente era una taverna (antenata degli attuali bar) dove oggi si trova via Kaliska (in polacco: Ulicy Kaliskiej).
Le maggiori aree residenziali sono:
- Kolonia Lubeckiego
- Kolonia Staszica
- Filtry
- Rakowiec
- Szosa Krakowska
- Szczęśliwice
- Osiedle Oaza